# Фукуи, Кэнъитиро
Кэнъитиро Фукуи (яп. 福井 健一郎 Фукуи Кэнъитиро) — японский игровой композитор, специализирующийся на электронной музыке. Работал в Konami, после чего устроился в Square Enix. Также был аранжировщиком и клавишником в группе The Black Mages. Аранжировал песню Анджелы Аки «Kiss Me Good-Bye» из игры Final Fantasy XII (2006). В октябре 2007 года Фукуи покинул Square Enix и стал лектором, но при этом продолжал работать с The Black Mages вплоть до распада группы в 2010 году, и продолжал заниматься внештатной работой с играми. В музыкальной команде Konami Kukeiha Club носил прозвище «Funiki Fukui». Проживает в Иокогаме.

## Биография
Фукуи родился 4 марта 1970 года в префектуре Хиого. В 1991 году начал работать в компании Konami, где принимал участие в написании саундтреков для игр Lethal Enforcers (1992), G.I. Joe (1992) и Violent Storm (1993). Также был одним из клавишников группы Kukeiha Club и выступал на сцене Ниппон Будокана.
В 1995 году Фукуи переехал в Осаку, где устроился на работу в Solid, дочернюю компанию Square (ныне Square Enix). Впоследствии руководство перевело его в главный офис Square в Токио. Там он написал музыку для таких игр, как Einhänder (1997), Front Mission 5: Scars of the War (2005) и Project Sylpheed (2006), аранжировал треки из анимационного фильма «Последняя фантазия VII: Дети пришествия» (2005) и игры Hanjuku Hero 4 ~The 7 Heroes~ (2005). В 2005 году исполнил музыку для Romancing SaGa: Minstrel Song на клавишных инструментах и органе; это был первый случай в карьере Фукуи, когда тот не сочинял и не аранжировал музыку.
В 2000 году Фукуи и Цуёси Сэкито в качестве эксперимента решили совместно сочинить музыку в стиле рок для All Star Pro-Wrestling; успех игры вдохновил их на дальнейшее сотрудничество. В 2002 году Фукуи и Сэкито аранжировали несколько треков Нобуо Уэмацу, основного композитора игровой серии Final Fantasy. Будучи большим поклонником рок-музыки, Уэмацу получил удовольствие от их работы, в связи с чем Фукуи и Сэкито попросили его создать вместе с ними рок-группу. Сославшись на занятость над написанием саундтреков для других игр, а также желание стать музыкальным продюсером с помощью лейбла Smile Please, Уэмацу согласился присоединиться к ним только на одно выступление в качестве клавишника, но вскоре пересмотрел своё мнение и стал членом группы The Black Mages; Фукуи и Сэкито отказались выступать без участия Уэмацу. Группа спродюсировала три альбома, прежде чем распасться в 2010 году; некоторые из участников сформировали Earthbound Papas, однако Фукуи не был в их числе.
В 2007 году Фукуи начал преподавать музыку в токийском колледже HAL.

## Дискография

### Саундтреки к играм
Звуковые эффекты
- Sunset Riders (1991)[1]

Композитор
- The Lone Ranger (1991) – совместно с Ёсинори Сасаки, Кенити Мацубарой, Козо Накамурой, Томоя Томитой и Сатоко Мияваки[1]
- Lethal Enforcers (1992)[1]
- G.I. Joe (1992) – совместно с Цутому Огурой[1]
- Violent Storm (1993) – совместно с Сэйити Фукамой[8]
- Einhänder (1997)[1]
- All Star Pro-Wrestling (2000) – совместно с Цуёси Сэкито и Куми Таниокой[1]
- All Star Pro-Wrestling II (2002) – совместно с Цуёси Сэкито[9]
- Front Mission 5: Scars of the War (2005) – совместно с Хидэнори Ивасаки, Хаято Мацуо, Ясухиро Яманакой и Масаёси Сокеном[1]
- Project Sylpheed (2006) – совместно с Такахиро Ниси, Дзюнъя Накано, Куми Таниокой и Кэйго Озаки[1]
- Lord of Arcana (2010) – совместно с Нобуо Уэмацу и Сатоси Хэнми[1]
- Espgaluda II HD (2011) – совместно с музыкальной группой KAY[10]
- Galaxy Voyager (2018) — с различными музыкантами[11]
- Kingdom Hearts III (2019) – с различными музыкантами

Аранжировщик
- Hanjuku Hero 4 ~The 7 Heroes~ (2005) – с Митио Окамией[1]
- Final Fantasy XII (2006)[1]
- Final Fantasy XII: Revenant Wings (2007) – с Кимихиро Абэ, Мицухиро Канэдой и Нориюки Камикурой[1]
- Final Fantasy IV (Nintendo DS) (2007) – совместно с Джунья Накано[1]
- Otomedius Gorgeous (2008)[9]
- Final Fantasy XIV (2010) – с Цутому Наритой[1]
- Otomedius Excellent (2011) – с различными музыкантами[9]
- Imperial SaGa Eclipse (2019) — с различными музыкантами[9]
- Final Fantasy VII Remake (2020)[9]

### Саундтреки к фильмам
Аранжировщик
- «Последняя фантазия VII: Дети пришествия» (2005)[1]

### Другие работы
- Konami All-Stars -The 1000-Ryo Box Heisei 4th Year Edition (1991)[1]
- Xexex Original Soundtrack (1992) – CD exclusive arrangement 'Breeze'[1]
- Kukeiha Club ~ Hope (1993)[1]
- The Black Mages (2003)[1]
- The Black Mages II: The Skies Above (2004)[9]
- The Black Mages III: Darkness and Starlight (2008)[1]
- Mushihimesama Double Arrange Album (2009)[1]
- DeathSmiles Arrange Album (2010)[1]
- Hoshi no Kashu (2011)[9]
- SPARKING!!! (2011)[1]
- Moeyo! Kung-Fu Lady Dragon Original Soundtrack & Remixes (2018)[9]